# Новая Кубань (Нью-Джерси)
Новая Кубань (англ. New Kuban) — русский фермерский посёлок при Бьюна-Виста-Тауншип, округ Атлантик, штат Нью-Джерси, США, на площади в 976 акров. Основан в 1953 году при первоначальном населении 60-70 человек.
В Новой Кубани действует Православный  Покровский Скит с кладбищем, находящийся в юрисдикции Греческой Православной Архиепископии США. 

## История
«Вольная общеказачья станица» Новая Кубань была организована с целью объединить казаков и построив станицу, собрать на единой станичной земле как можно больше казачьих семей. Русская деревня  создавалась активными  эмигрантами второй волны. Станицу решили построить в штате Нью-Джерси, где земли там были по тем временам дешёвые, необжитые земли. Климат во многом похож на климат Юга России. Власти штата приняли документы и таким образом на карте США появился населенный пункт Новая Кубань. 